# Barrio Obrero (Cabimas)
Este artículo trata sobre la localidad en Venezuela; para el conjunto de gaita zuliana, véase Barrio Obrero de Cabimas.
Barrio Obrero es uno de los sectores que conforman la ciudad de Cabimas en el estado Zulia. Pertenece a la parroquia Ambrosio.

## Ubicación
Barrio Obrero se encuentra entre los sectores Delicias Nuevas al norte (calle Carabobo), Las 40's al norte, al oeste y al sur (calle 1 las 40's y av principal las 40's), El Solito al este (carretera H), y Tierra Negra al este y al sur (carretera H).

## Zona residencial
Barrio Obrero en su mayor parte son casas construidas por el Instituto Venezolano de la Vivienda INAVI en los años 50, solo tiene 1 calle en "U", la calle Barrio Obrero al fondo de la calle 1 de las 40's y la av Rafael María Baralt que rodea en U la plaza Barrio Obrero. El acceso a la mayoría de los sitios es por veredas.
Barrio Obrero es la sede del conjunto Gaitero Barrio Obrero de Cabimas.
En esta prestigiosa urbanización viven familias con los siguientes apellidos: Mavarez, rivero, Matos Nuñez, Mujica Chacín, López Prieto, Delpino Valbuena, Reyes Marín, Sarmiento Vásquez, López Vásquez, Silva Narváez, Sánchez Silva, Devia Ahumada, Faria López, Viloria, Salas, Lizardo, Primera, Cueva Chuello, Miquilena, Rojas, Solorzano, Borjas, Nery, Meza, Bracho Jiménez, Matos, González, Viloria, Álamo, Ferrer, Reverol, Valerio, entre otras. 

## Transporte
En Barrio Obrero pasan las líneas H y Delicias (calle Carabobo) y H y Cabillas (carretera H).

## Sitios de referencia
- Plaza Barrio Obrero. Dentro de Barrio Obrero